# Rinaldo Morrocchi
Rinaldo Morrocchi (Siena, 27 febbraio 1835 – Siena, 23 marzo 1885) è stato un compositore italiano.

## Biografia
Destinato dalla famiglia agli studi legali, disobbedì cominciando a studiare musica con Rinaldo Ticci. Lavorò come pianista e insegnante di pianoforte. Collaborò con il maestro Ticci nei concerti della Banda Municipale ed era direttore della banda di Castelnuovo Berardenga quando, nel 1874, succedette ad Angelo Ortolani come maestro di cappella di Santa Maria a Provenzano. Rimase in carica 23 anni. Tentò senza successo di scrivere per il teatro (si ha notizia di due tentativi operistici rimasti incompiuti, I Bellanti e i Petrucci e Filelfa), e si dilettò di molte discipline: tradusse romanzi dallo spagnolo, trattati musicali dal tedesco e scrisse lo studio storico La musica in Siena nel 1881 (pubblicata dagli amici nel 1885).

## Opere e fonti
La sua musica sopravvive in due fondi della Biblioteca degli Intronati. Nel Fondo Provenzano, giunto alla biblioteca dopo una breve permanenza all'Archivio Arcivescovile, si trovano gli autografi della produzione sacra di Morrocchi, databili in un arco di tempo di quasi 30 anni, dal 1856 al 1884: oltre a messe, inni, vespri, responsori e salmi (quasi sempre presenti in partitura e parti), vi sono sue rielaborazioni per organo di lavori sacri (ma anche qualche musica profana) di altri autori (i senesi Girolamo Chiti e Carlo Lapini, insieme a Giovan Carlo Maria Clari, Vincenzo Goletti e Saverio Mercadante). Nel Fondo Corridi, giunto in Biblioteca nel 1931, si trovano una quarantina di autografi, databili tra il 1877 e il 1881, soprattutto di musica profana, derivante dalla collaborazione di Morrocchi con la Banda Municipale: si notano sinfonie e Armonie per orchestra, canti patriottici e guerreschi (spesso per voci bianche a cappella o con accompagnamento di banda), inni d’occasione (per cerimonie di premiazione o per inaugurazioni di edifici, per voci, spesso femminili, e banda), canzoni e duetti (spesso per voci femminili e accompagnamento di pianoforte o armonium).